# Альстонит
Альстони́т — минерал, безводный двойной карбонат бария и кальция.

## Общее описание

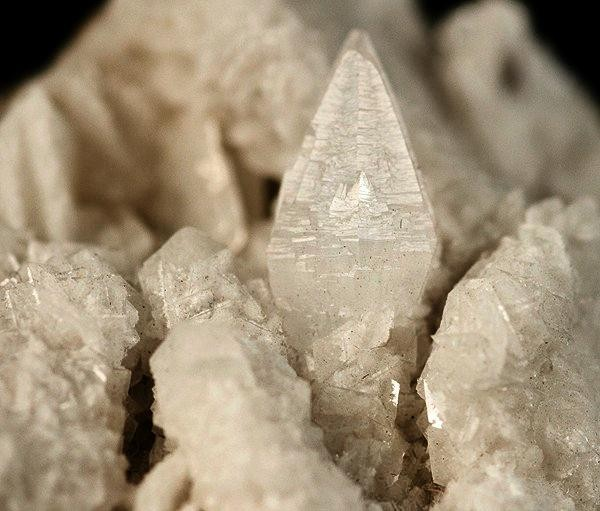
Кристалл альстонита крупным планом

Содержит (%): BaO — 51,56; CaO — 18,85; CO2 — 29,59. Примеси Sr до 4,3 %. Сингония триклинная. Плотность 3,71. Твёрдость 3-4,5. Кристаллы в виде псевдогексагональных дипирамид. Триморфен с баритокальцитом и паральстонитом. Цвет белый. Блеск стеклянный. Прозрачный. Растворим в разбавленной соляной кислоте. Распространен в низкотемпературных гидротермальных месторождениях. Впервые найден в свинцовых месторождениях у Альстона (Англия). Ассоциирует с кальцитом, баритом и витеритом.